# Emplois supérieurs laissés à la discrétion du Gouvernement
Les emplois supérieurs à la discrétion (ou à la décision) du Gouvernement sont, en France, des emplois de la fonction publique au plus haut niveau de direction de l'appareil d'État.

## Principes
Ces emplois supérieurs obéissent à un régime différent du statut général de la fonction publique. D'une part, le Gouvernement est libre de nommer à ces emplois aussi bien des fonctionnaires que des non-fonctionnaires. S'il s'agit de fonctionnaires, ils sont généralement placés en position de détachement. Si un non-fonctionnaire est nommé à un tel poste, il n'est pas titularisé dans la fonction publique : il n'a donc pas droit à la sécurité de l'emploi et ne peut prétendre à retrouver un autre poste dans la fonction publique. 
L'autre caractéristique de ces emplois est que leurs occupants sont révocables « à la discrétion du Gouvernement ». Le Gouvernement peut mettre fin à leurs fonctions sans formalités et sans garanties particulières envers les intéressés. Cette règle vise à assurer le Gouvernement, pour ces emplois sensibles, une loyauté particulière et une adhésion suffisamment forte aux politiques menées. 
Ces personnes sont généralement nommées par décret du président de la République, en conseil des ministres. 

## Emplois concernés
Environ 500 personnes au service de l'État sont concernées par un emploi de ce type. Bien qu'il existe un décret de 1985 qui fixe une liste de tels emplois, elle n'est pas limitative, et le Conseil d'État applique cette règle à d'autres emplois supérieurs. 
Parmi les emplois supérieurs laissés à la discrétion du Gouvernement, on peut citer :
- Les directeurs généraux et directeurs d'administration centrale ;
- Le secrétaire général du Gouvernement ;
- Le secrétaire général de la défense et de la sécurité nationale ;
- Les délégués interministériels ;
- Les chefs de mission diplomatique ayant rang d'ambassadeurs ;
- Le consul général à Jérusalem[3] ;
- Les préfets ;
- Les directeurs des services actifs de police en fonctions à l'administration centrale et le chef du service de l'inspection générale de la police nationale ;
- Les recteurs d'académie ;
- Le directeur général de l'Assistance publique - Hôpitaux de Paris, de l'Assistance publique - Hôpitaux de Marseille et des Hospices Civils de Lyon ;
- Le président-directeur général d'une entreprise publique.